# Пундыки
Пундыки (укр. пундики) — старинное украинское мучное блюдо, несладкие коржики или сладкие булочки.
Делали пресное тесто на яйцах и простокваше или сыворотке, как коржики. Когда тесто отстаивалось, его еще раз хорошо вымешивали, резали на куски и раскатывали скалкой на очень тоненькие лепешки диаметром 20-25 см. Их поджаривали с обеих сторон на сковороде в большом количестве жира (смальца, растительного или сливочного масла) и складывали в посуду один на один, перекладывая подсоленной зажаркой из лука и шкварок. Стопочку из лепешек ставили на 5–6 минут в печь, там они запекались, становясь мягкими. Ели с борщом горячими.
По другим рецептам – блюдо из отваренной и запечённой лапши (макарон), напоминающее еврейский кугель.
Упоминается в «Энеиде» Ивана Котляревского:
Латин по царському звичаю 
Енею дари одрядив:
Лубенського шмат короваю,
Корито опішнянських слив,
Горіхів київських смажених,
Полтавських пундиків пряжених…

Также в переносном значении название употреблялось как «сладости, лакомство».
Н.В. Гоголь, «Тарас Бульба»:
Ступай, ступай, да ставь нам скорее на стол все, что есть. Не нужно пампушек, медовиков, маковников и других пундиков